# Bauhinia leucantha
Bauhinia leucantha là một loài thực vật có hoa trong họ Đậu. Loài này được Thulin miêu tả khoa học đầu tiên.